# Cmentarz prawosławny w Luchowie Górnym
Cmentarz prawosławny w Luchowie Górnym – zniszczona nekropolia prawosławna w Luchowie Górnym założona najprawdopodobniej przed r. 1862.

## Historia i opis
Pierwszy prawosławny, następnie unicki i ponownie prawosławny (od 1842) cmentarz powstał przy cerkwi parafialnej w Luchowie Górnym, położonej w rejonie dzisiejszego cmentarza rzymskokatolickiego. W latach 1844–1861 w miejscowości budowana była nowa świątynia. Nekropolia poza zabudową wsi, na skraju lasu, powstała najprawdopodobniej przed konsekracją tej cerkwi, tj. przed 1862. Przez pewien czas oba cmentarze były użytkowane równocześnie, następnie czynny był cmentarz poza wsią i mniejsza nekropolia w sąsiedztwie nowej cerkwi (usytuowanej w innym miejscu niż starsza). Na przełomie XIX i XX w. nekropolię poza wsią ogrodzono. Cmentarz przestał być użytkowany na początku lat. 20. XX wieku, gdyż cerkiew w Luchowie Górnym została w tym czasie zrewindykowana na rzecz Kościoła rzymskokatolickiego.
Cmentarz zajmuje obszar czworoboku o powierzchni 0,5 ha, nie jest podzielony na kwatery. Nagrobki na jego terenie były kierowane na wschód. Jest całkowicie zdewastowany: na początku lat 90. XX wieku znajdowały się na nim jedynie fragmenty pięciu nagrobków kamiennych oraz ślady mogił ziemnych. Nagrobki miały postać kamiennych kopców oraz prostopadłościennych postumentów dekorowanych gzymsami uskokowymi i kostkowymi, płycinowymi pilasterkami oraz trójkątnymi tympanonami. Zniszczeniu uległo także ogrodzenie, z którego pozostały kamienne słupy. Teren porastają robinie, olchy i sosny oraz krzewy czeremchy, jeżyny, czarnego bzu i kruszyny, w podłożu rosną paprocie i barwinek.

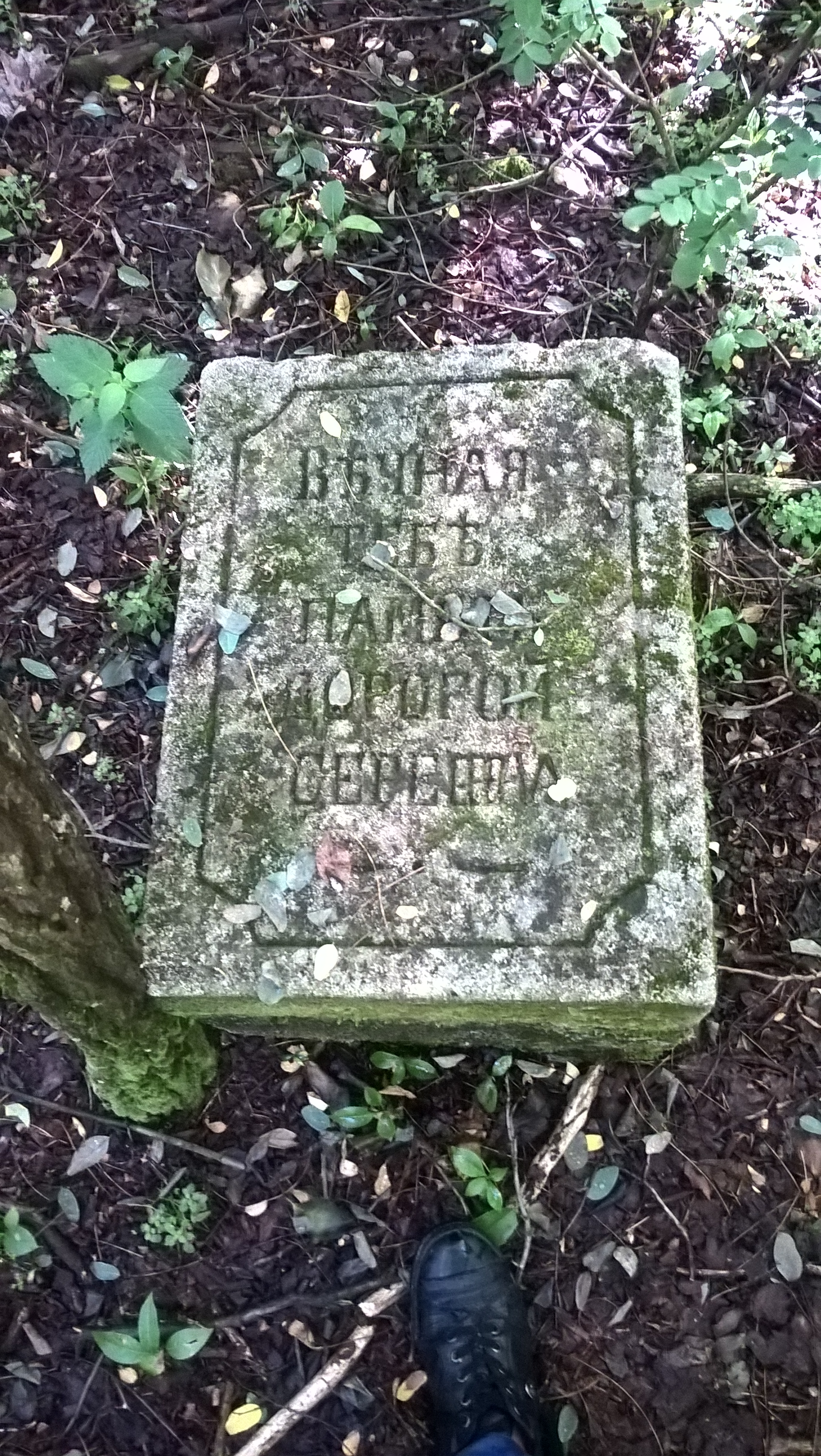
Część zniszczonego nagrobka – tablica z inskrypcją Wieczna pamięć
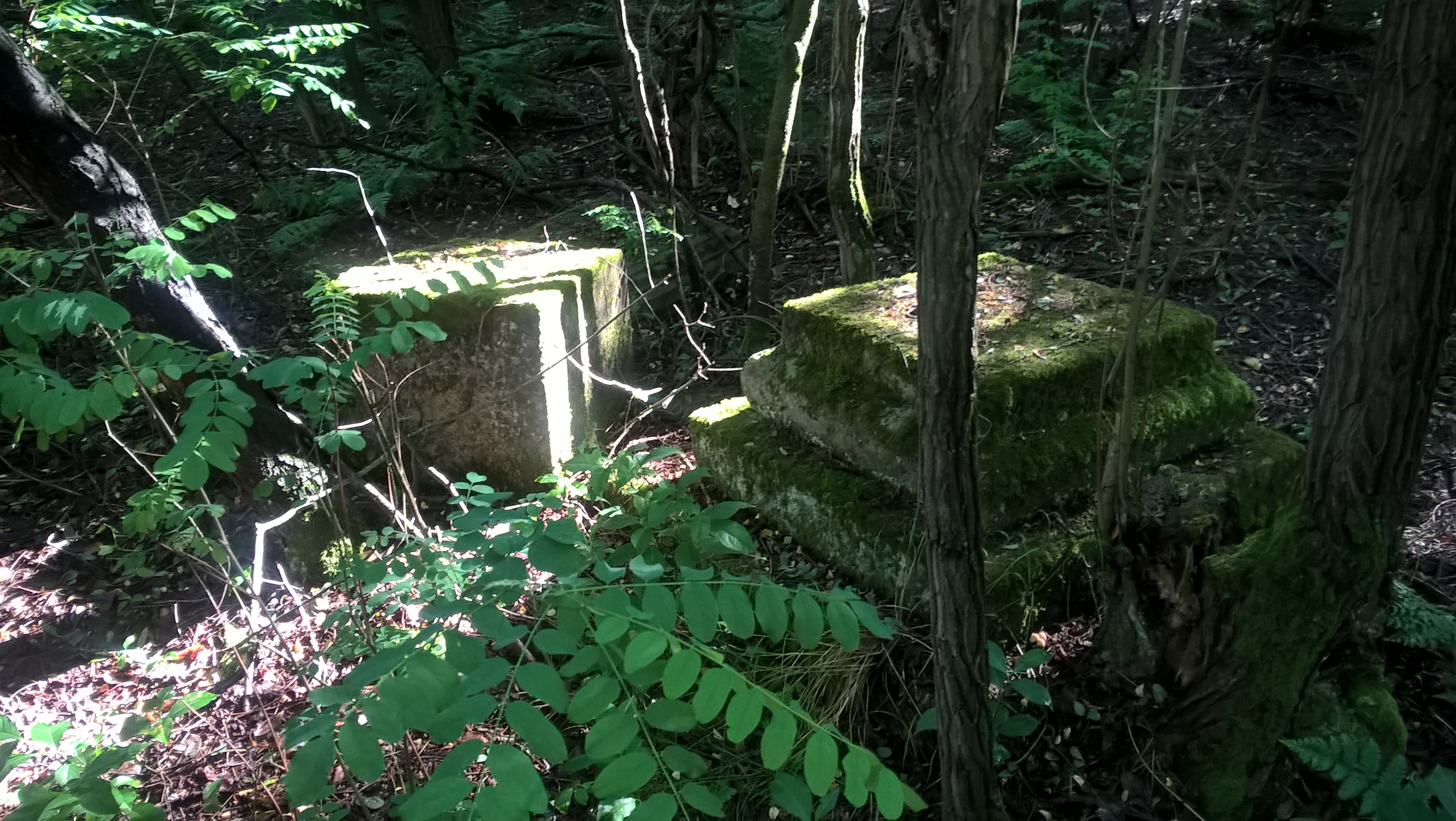
Fragmenty zniszczonych nagrobków